# Runrunes
Runrunes es un portal de noticias, análisis y opinión venezolano. El sitio web fue fundado por el periodista de investigación Nelson Bocaranda.

## Historia
Bocaranda ha trabajado para varios medios de comunicación venezolanas desde su introducción al periodismo. Originalmente tuvo un programa de radio con Unión Radio llamado Los Runrunes de Nelson y una columna en El Universal llamada Runrunes. Bocaranda fundó el sitio web Runrunes en 2010, usando un nombre similar que en trabajos anteriores.

## Ataques y controversias
Runrunes ha tenido múltiples altercados con el gobierno venezolano. Diosdado Cabello, diputado de la nación, señaló a un periodista del sitio web en su programa de televisión, criticando su trabajo. En enero de 2016, Bocaranda fue detenido durante casi 2 horas en el Aeropuerto Internacional de Maiquetía mientras las autoridades revisaban su teléfono. El 6 de mayo de 2016, la cuenta de Twitter de Bocaranda fue hackeada, intentando desacreditar al periodista.
El 28 de mayo de 2019, los servidores de Runrunes fueron interrumpidos por ciberataques provenientes de Rusia.
El 17 de mayo de 2020, CANTV, principal proveedor estatal de internet, interrumpió el acceso a la plataforma.